# Rapidšer
Rapidšer (RapidShare) je bila nemačka hosting kompanija sa sedištem u Čamu (Švajcarska) koja je nudila usluge besplatnog hostovanja datoteka na svojim serverima. Finansirala se pretplatama na usluge.
Rapidšer je svojevremeno bio vodeći pružatelj hosting usluge na svetu. Prema njihovim podacima, na svojim serverima raspolagali su sa 4,5 petabajta (4,5 miliona gigabajta) prostora.
Statistika Alexa.com servisa pokazivala je da je RapidShare.com u vremenu svog najaktivnijeg prometa bila dvanaesta najposećenija stranica na internetu, dok se RapidShare.de nalazila na 240. mestu.
Rapidšer je imao dve stranice, svaka od njih tvrdeći da je potpuno samostalna. Jedna od njih, RapidShare.de nastala je 2002, dok je druga, RapidShare.com pokrenuta 2006. godine.
RapidShare je prestao sa radom 2015. jer je imao mnogo neaktivnih linkova. Serveri kompanije zvanično su isključeni 31. marta 2015. i svi korisnički nalozi obrisani.